# Luisa F. Cabeza
Luisa F. Cabeza (Barcelona, 27 de maig de 1967), és una enginyera que centra la seva investigació en el medi agroambiental. És una de les científiques més citades pels seus articles de recerca en l'àmbit de l'enginyeria. Actualment, és catedràtica de l'Escola Politècnica Superior de la Universitat de Lleida (UdL). Ha participat en diversos projectes europeus i nacionals principalment en l'especialitat de l'energia. Directora del grup d'investigació GREiA (Grup de Recerca en Energia i Intel·ligència Artificial). Ha rebut diversos premis per la seva contribució a la recerca i per la docència. És editora temàtica de publicacions científiques sobre energies renovables i energia solar.

## Trajectòria Acadèmica
Nascuda a Barcelona, és llicenciada en Enginyeria química (1992) i en Enginyeria industrial (1993), màster en Gestió industrial (1995) i doctora en Enginyeria industrial (1996) per la Universitat Ramon Llull. Va cursar una estada post-doctoral d'investigació de dos anys a l'USDA-ERRC (Centre de Recerca Regional de l'Est del Departament d'Agricultura nord-americà) de Filadèlfia. La seva incorporació a la UdL va tenir lloc el 1999, on va establir el grup de recerca Grup de Recerca d'Energia Aplicada (GREA). Des del 2014 és directora del grup GREiA grup fusionat de l'anterior GREA i IA. És autora de més de cent articles publicats en revistes científiques i de diversos capítols de llibres. Participa activament en diferents fòrums internacionals com l'IEA (Agència Internacional d'Energia), l'IPCC (Panel Intergovernamental en Canvi Climàtic) i el RHC (Renewable Heating&Cooling), així com a la Plataforma Tecnològica Europea.

## Publicacions científiques
Actualment, la seva recerca es focalitza en l'eficiència energètica i els sistemes renovables. La seva investigació en l'àmbit de l'energia se centra des del punt de vista mediambiental incloent les emissions de CO2 i el cost energètic dels processos i materials.

### Emmagatzematge d'energia tèrmica (Thermal Energy Storage (TES))
- Review on thermal energy storage with phase change: materials, heat transfer analysis and applications[5]

- State of the art on high temperature thermal energy storage for power generation. Part 1—Concepts, materials and modellization[6]

## Llibres
- Heat and cold storage with PCM[7]
- Nanotechnology and Nanomaterials for Thermal Energy Storage[8]
- Advances in Thermal Energy Storage Systems : Methods and Applications[9]

- High-Temperature Thermal Storage Systems Using Phase Change Materials[10]

## GREiA
El grup GREiA (Grup de Recerca en Energia i Intel·ligència Artificial) sorgit l'any 2014 per la col·laboració entre els dos grups de recerca: el GREA (Grup de Recerca en Energia Aplicada) i el grup IA (Grup de Recerca en Intel·ligència Artificial) de la Universitat de Lleida. Els camps d'investigació actuals d'aquest grup són: emmagatzematge de l'energia tèrmica, eficiència energètica en edificis, optimització en l'ús de l'energia i intel·ligència artificial. Aportant solucions per a la sostenibilitat, l'enginyeria energètica, l'enginyeria industrial i el disseny de construccions.